# Violka
Violka (Viola) je rod jednoletých až vytrvalých bylin. Listy jsou řapíkaté. Květy jsou někdy rozlišeny na chasmogamické (s barevnými korunami, opylovány hmyzem) a kleistogamické (zakrnělé, zelenavé, s autogamií) nebo nejsou rozlišeny. Kališní lístky jsou štítovité, jejich přední část je čárkovitě trojúhelníkovitá, zadní část za místem přirůstání tvoří kališní přívěsek. Dolní korunní lístek vybíhá v ostruhu. Plodem je tobolka. Semena často mají masíčko, které slouží pro myrmekochorii (semena rozšiřována mravenci).

## Rozšíření
Asi 450 druhů je rozšířeno po celé Zemi, v tropech jen v horách. V České republice roste ve volné přírodě asi 25–30 druhů. Opylení hmyzem nebo samoopylení, semena rozšiřována mravenci.

## Systematický přehled v ČR rostoucích druhů

### Sect.Viola
Jedná se v lidové mluvě o klasické „fialky“. Barva květů modrá až fialová, vzácně bílá. Postranní korunní lístky směřují šikmo dolů, kleistogamické květy se vytvářejí.

#### Subsect.Viola
Listy jsou jen v přízemní růžici, lodyha se nevytváří.
- Viola ambigua – violka obojetná
- Viola collina – violka chlumní
- Viola hirta – violka chlupatá
- Viola alba – violka bílá
- Viola odorata – violka vonná
- Viola suavis – violka křovištní

#### Subsect.Rostratae
Rostliny vytvářejí olistěnou květonosnou lodyhu. Přízemní růžice listů přítomna nebo chybí.
- Viola mirabilis – violka divotvárná
- Viola rupestris – violka písečná
- Viola reichenbachiana – violka lesní
- Viola riviniana – violka Rivinova
- Viola canina subsp. canina – violka psí pravá
- Viola canina subsp. ruppii – violka psí Ruppova
- Viola stagnina – violka slatinná
- Viola pumila – violka nízká
- Viola elatior – violka vyvýšená

#### Subsect.Plagiostigma
Přízemní růžice listů přítomna. V současnosti je možné na území České republiky vidět jen violku bahenní, což je snadno poznatelný druh.
- Viola palustris – violka bahenní
- Viola epipsila – violka olysalá

#### Subsect.Repentes
Jediný uvedený druh violka močálová už nebyl na území České republiky přes 150 let nalezen a i tehdejší údaje jsou pochybné.
- Viola uliginosa – violka močálová

### Sect.Dischidium
Palisty drobné, nečleněné a nejsou podobné listům. Koruna většinou žlutá. V České republice jen 1 bez problému poznatelný druh.
- Viola biflora – violka dvoukvětá

### Sect.Melanium
Jedná se v lidové mluvě o „macešky“. Jednoleté nebo vytrvalé byliny s velkými, často členěnými palisty. Koruna obsahuje alespoň zčásti žlutou barvu, postranní korunní lístky směřují šikmo nahoru.
- Viola lutea subsp. sudetica – violka žlutá sudetská
- Viola cornuta – violka rohatá
- Viola × wittrockiana – violka zahradní
- Viola tricolor agg.
  - Viola kitaibeliana – violka nejmenší
  - Viola arvensis subsp. arvensis – violka rolní pravá
  - Viola arvensis subsp. megalantha – violka rolní velkokvětá
  - Viola tricolor subsp. tricolor – violka trojbarevná pravá
  - Viola tricolor subsp. saxatilis – violka trojbarevná skalní
  - Viola tricolor subsp. polychroma – violka trojbarevná různobarevná
  - Viola tricolor subsp. curtisii – violka trojbarevná Curtisova

Violky patří k rostlinám, které se velmi často kříží. V některých případech mohou být kříženci častější než rodiče a s rodiči se zpětně kříží, tedy vytvářejí tzv. hybridní roje. Kříží se však jen druhy v rámci jednotlivých skupin, tedy subcekcí v rámci sect. Viola, jinde sekcí.

## Galerie

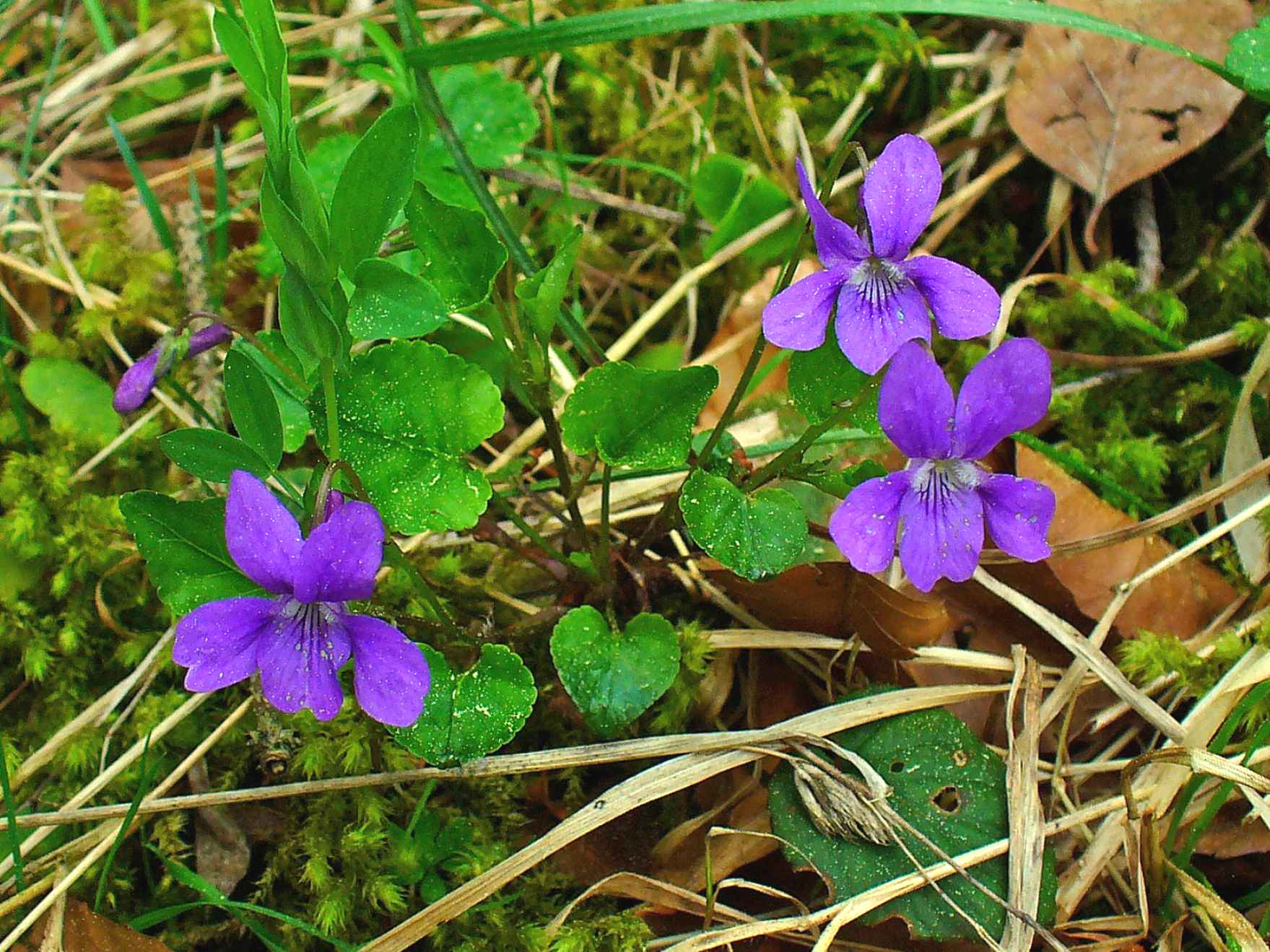
Violka lesní
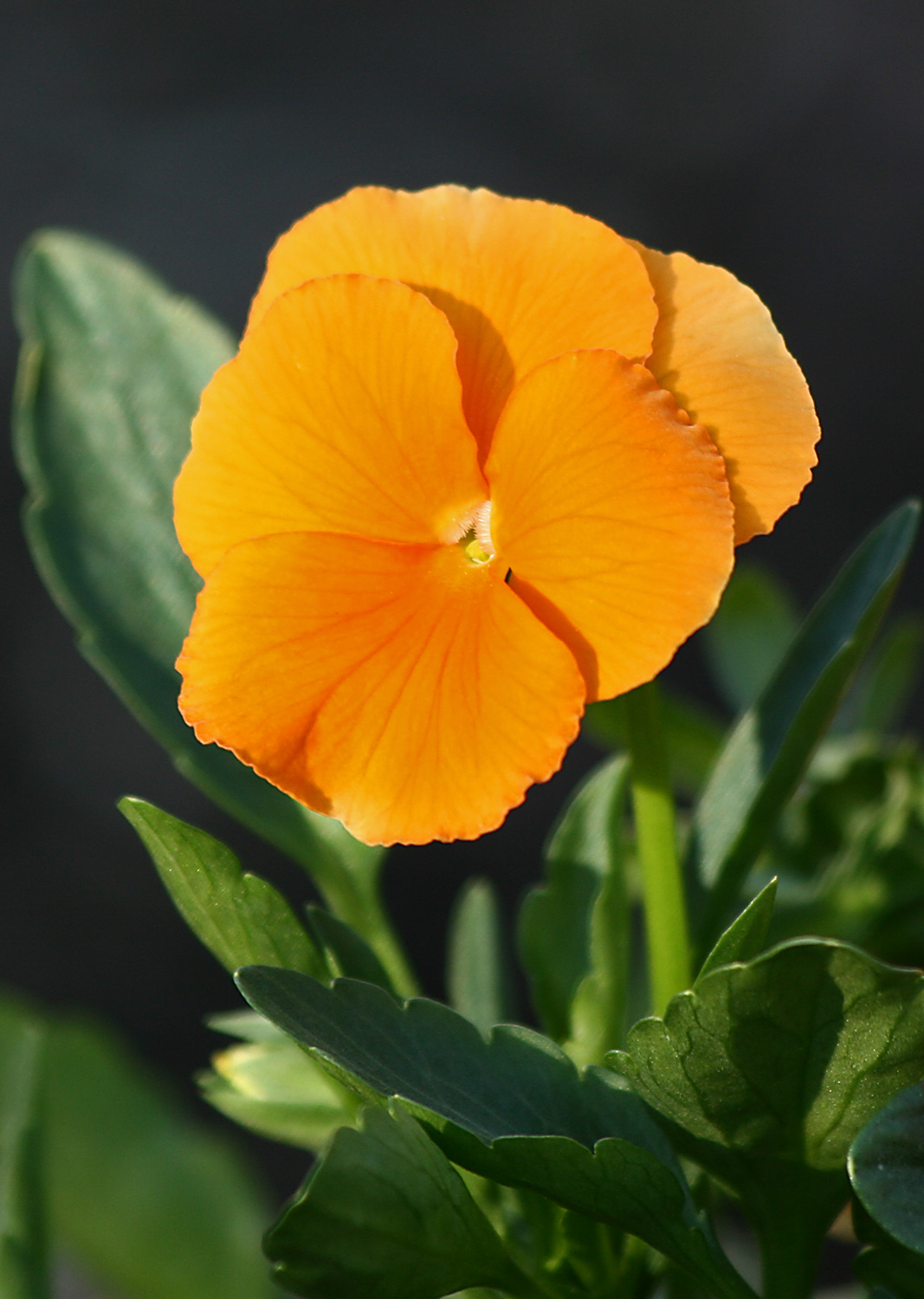
Hybridní zahradní violka (maceška)
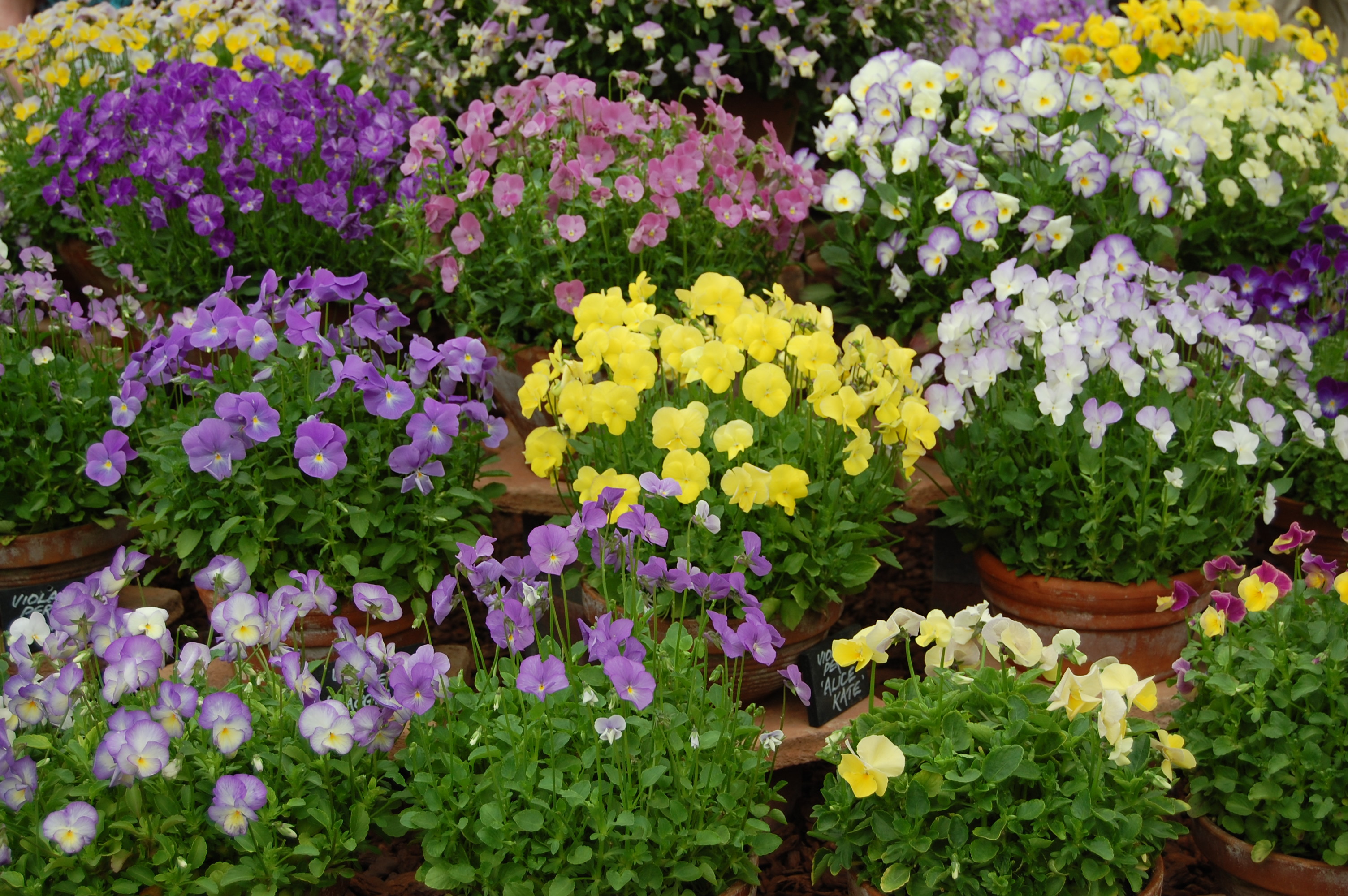
Různé kultivary macešek
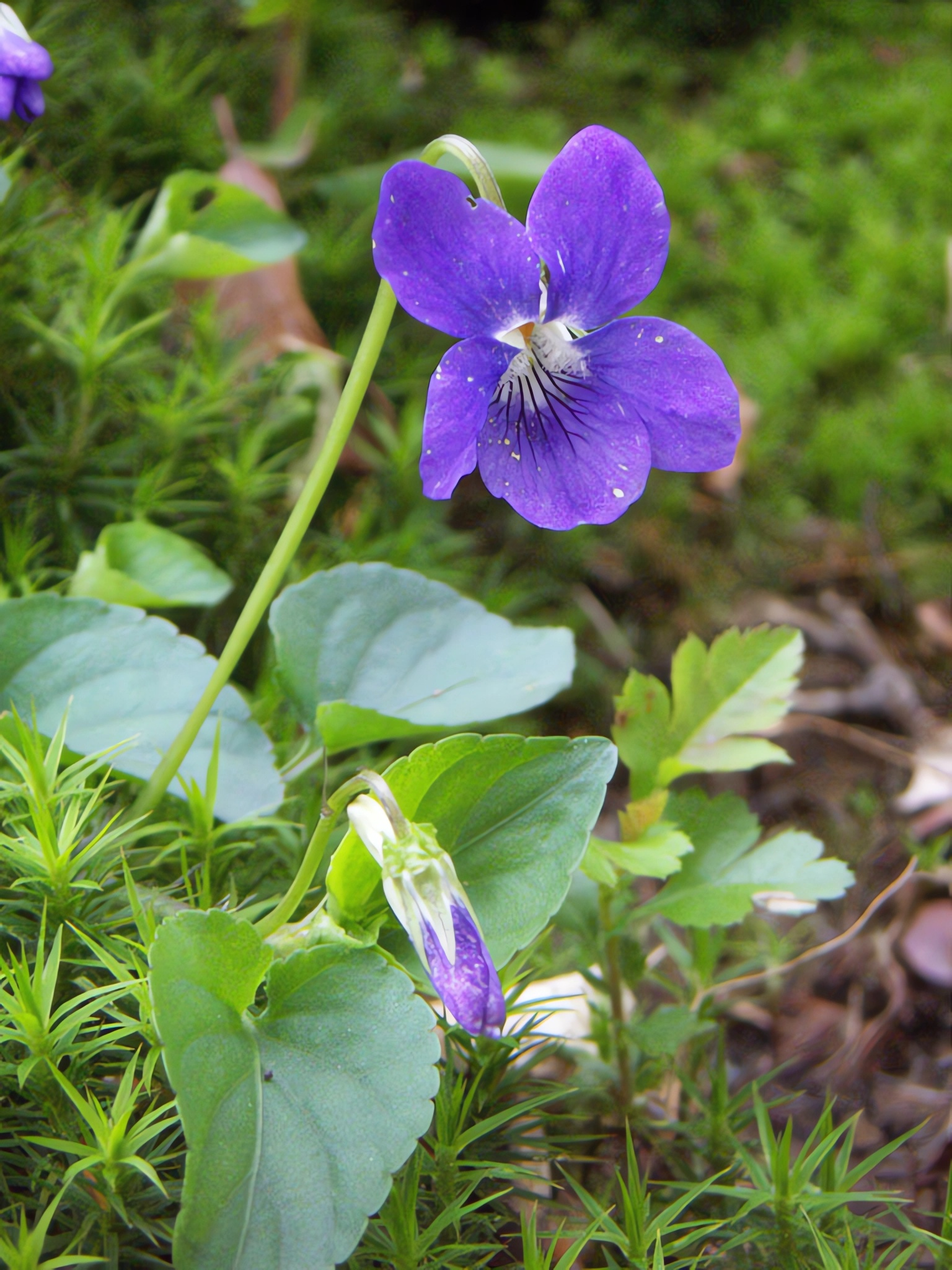
Violka Rivinova
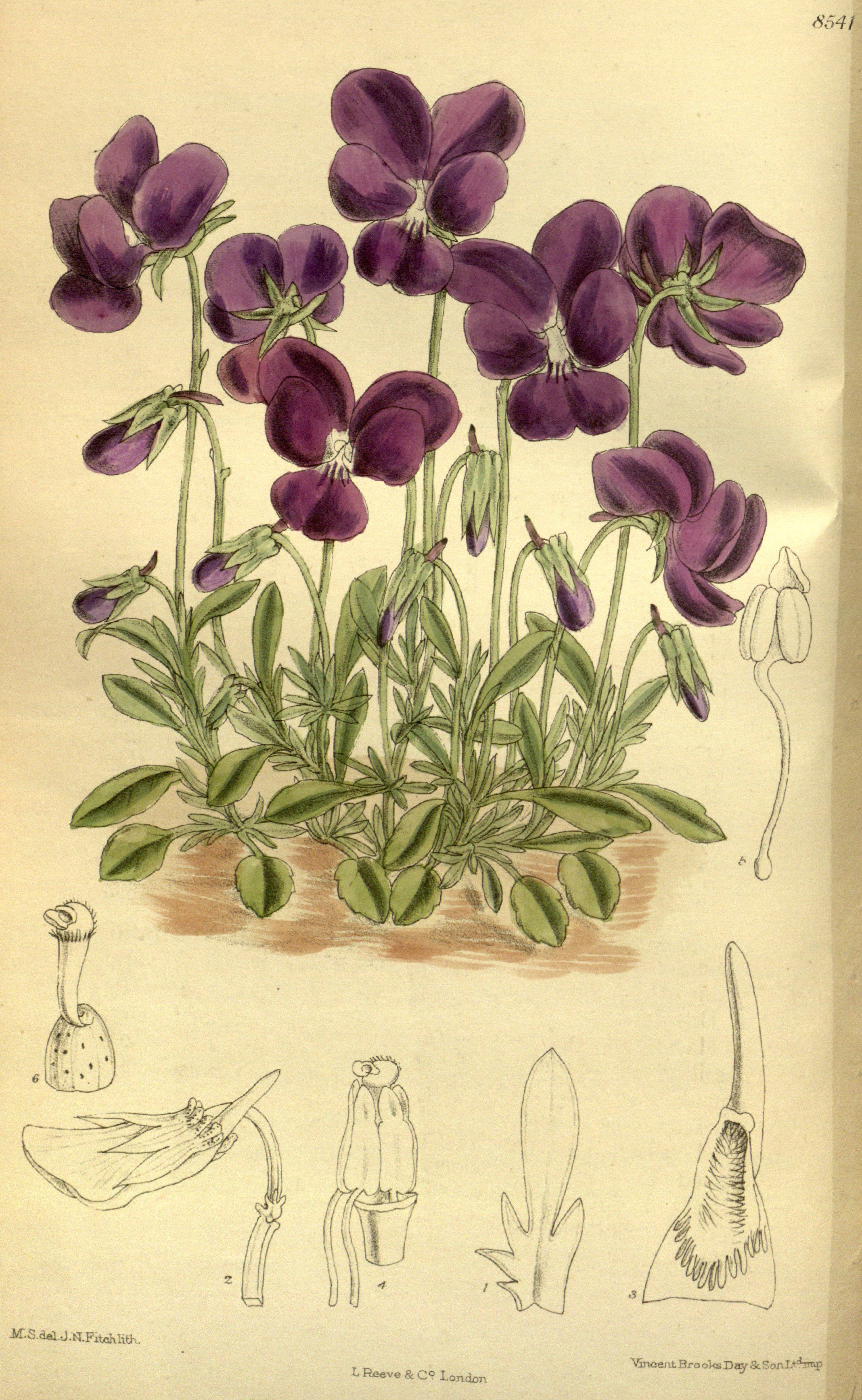
Viola gracilis
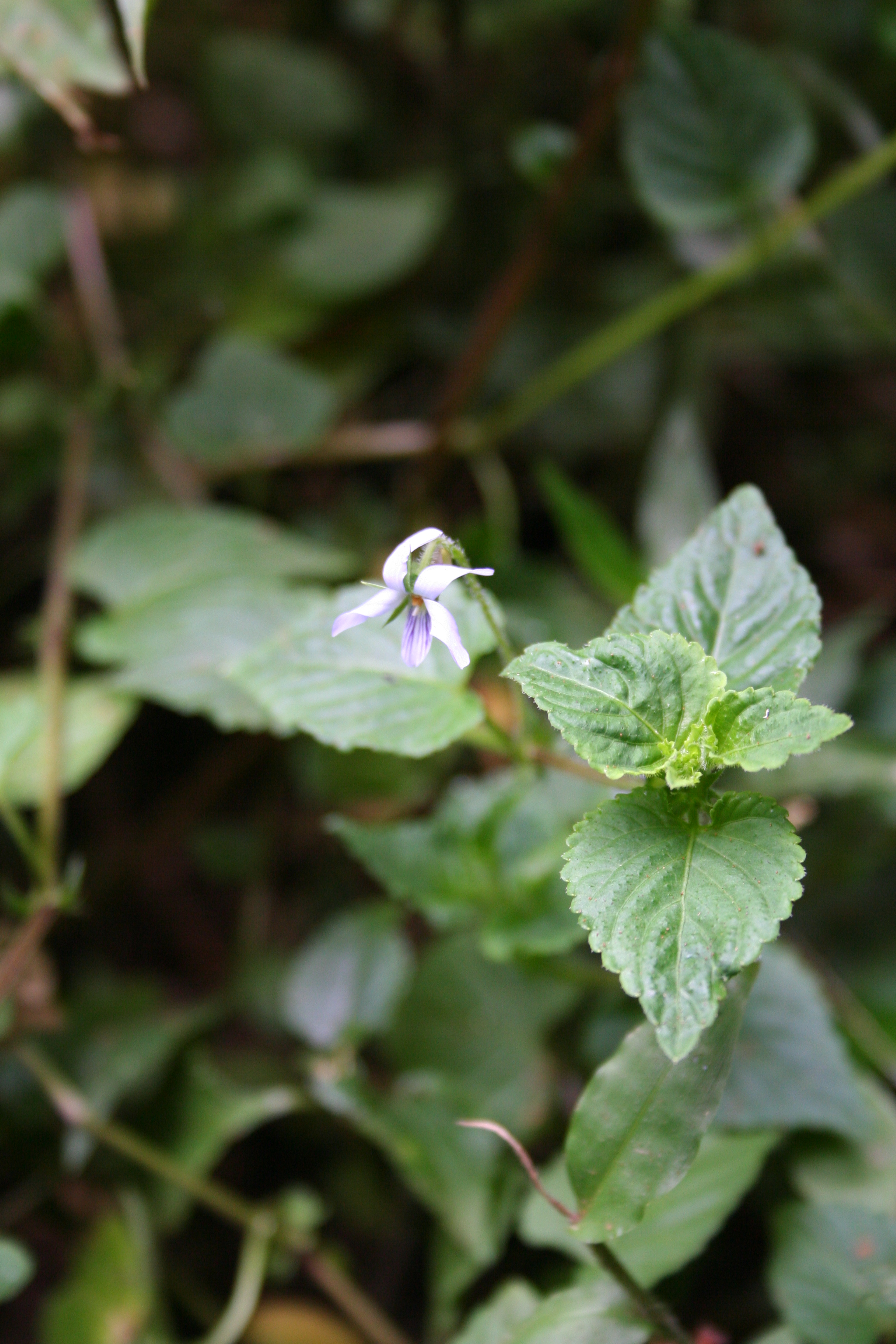
Viola abyssinica, Afrika
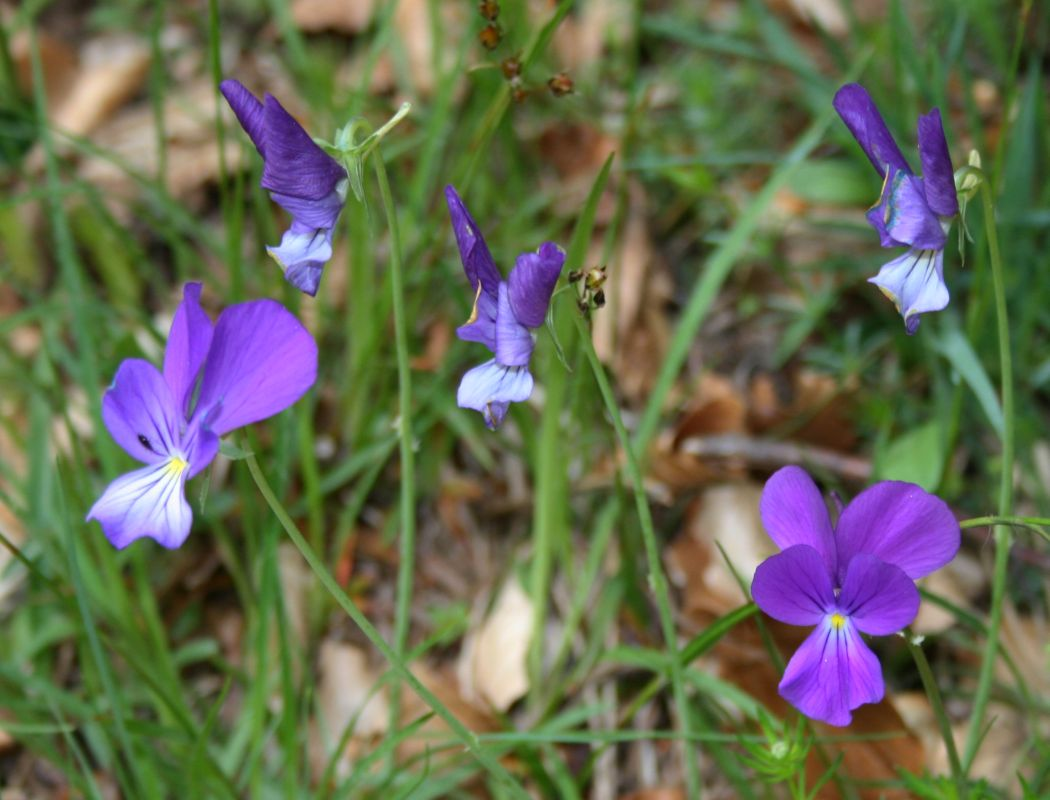
Viola aethnensis messanensis
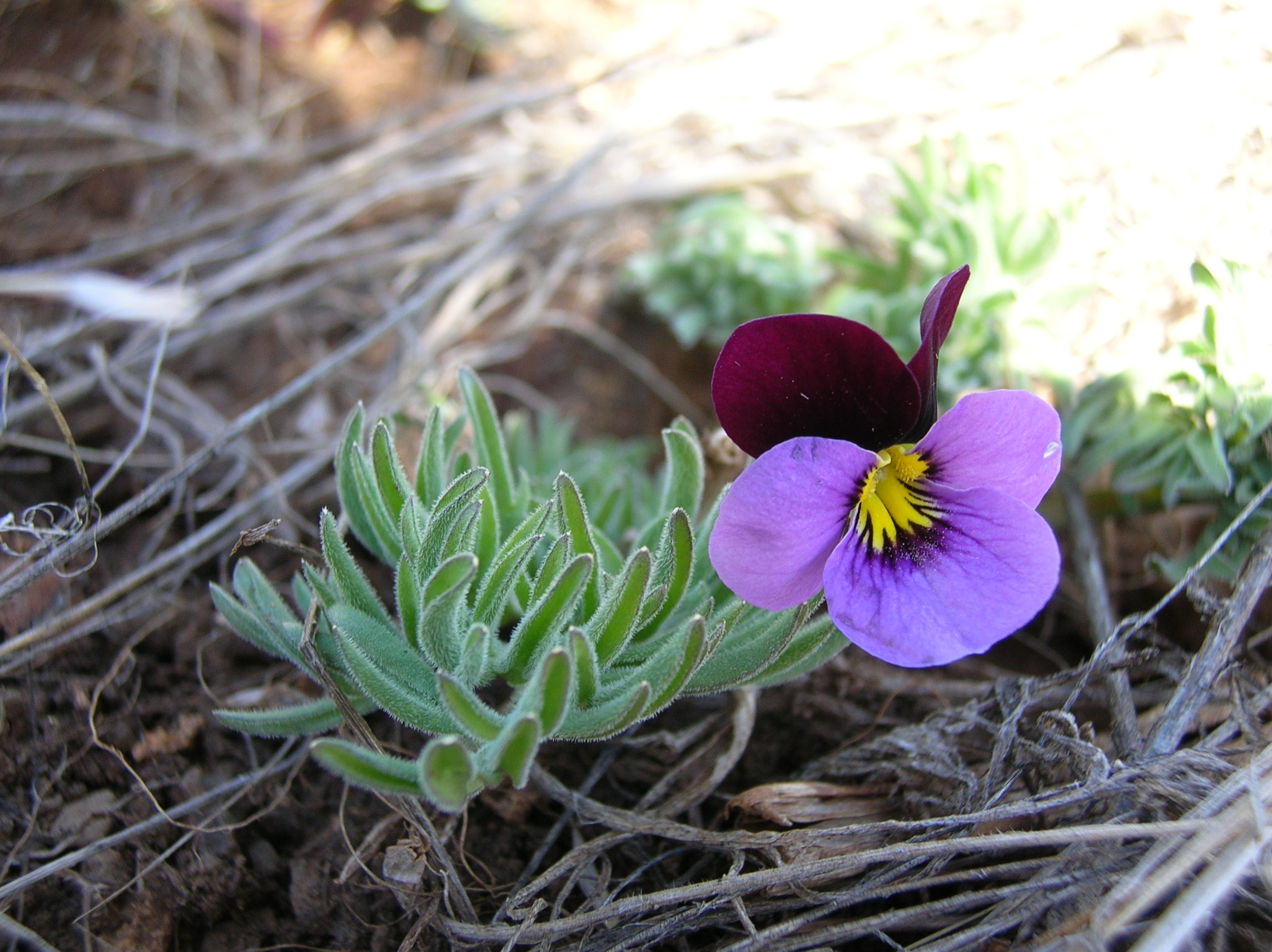
Viola beckwithii
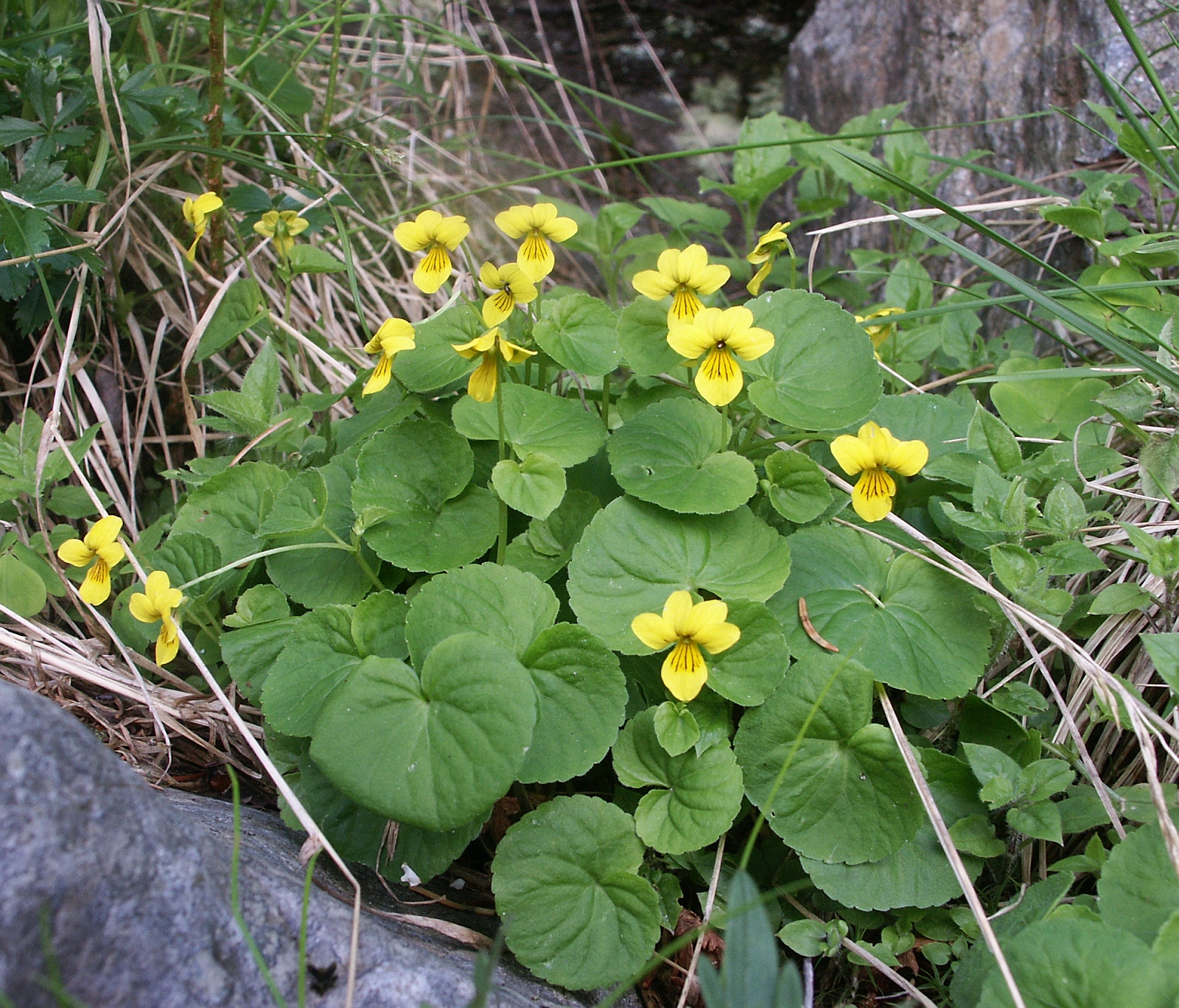
Viola biflora
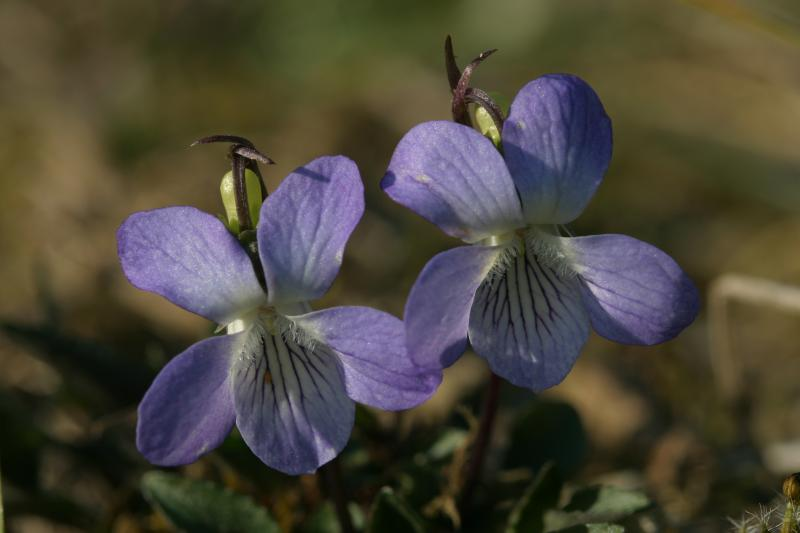
Viola lactea
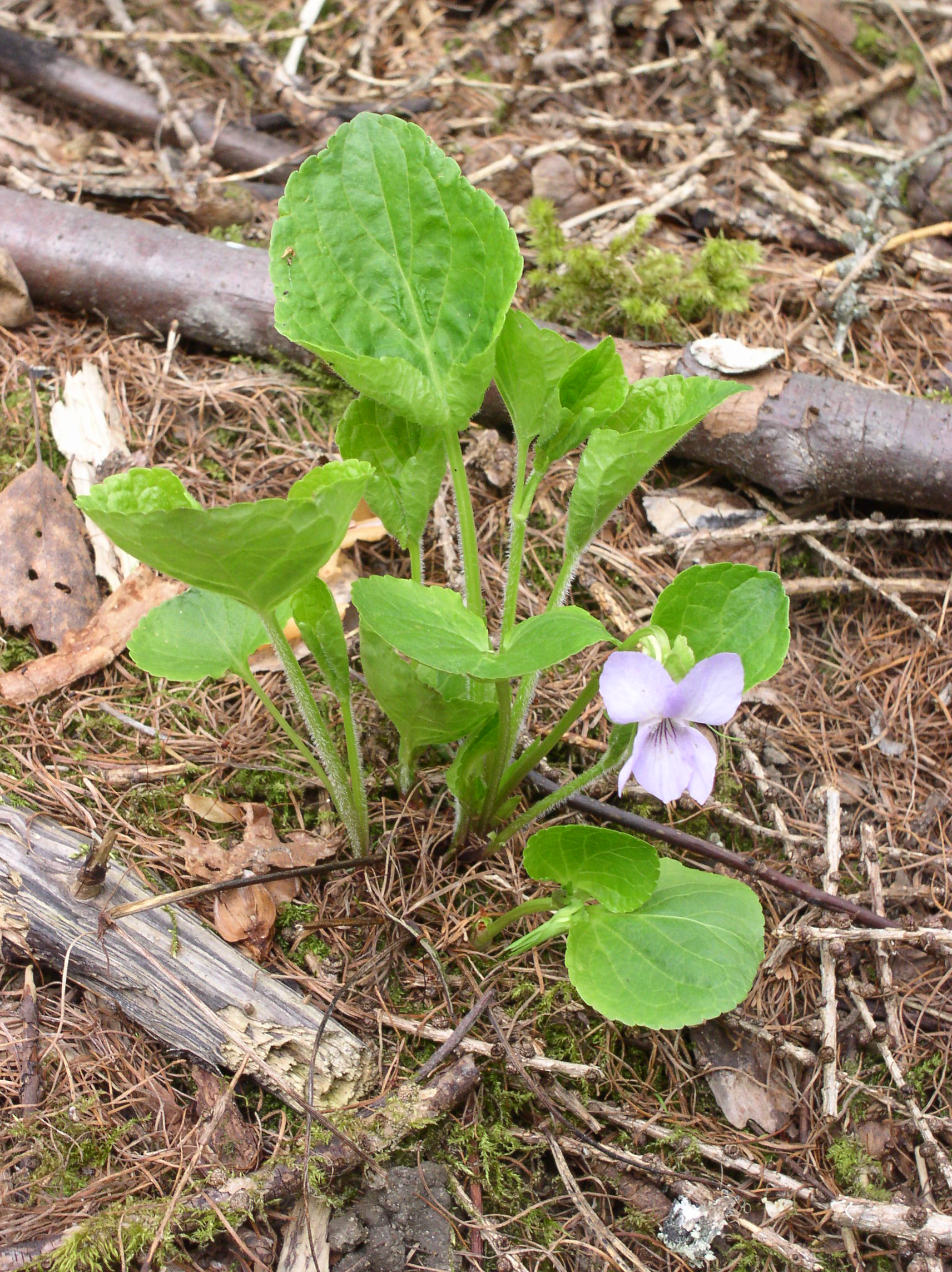
Viola mirabilis